# マルシンストア
株式会社 マルシンストア（英文社名：Marushin Store Co.,Ltd.）は、かつて存在した岡山県津山市に本社を置くスーパーマーケットチェーン。オール日本スーパーマーケット協会加盟企業であった。
1992年（平成4年）3月1日に天満屋ストアの子会社となって「株式会社アイム天満屋」に商号を変更した。
1992年の商号変更後については天満屋ストアを参照。

## 沿革
- 1958年（昭和33年）
  - 2月11日 - 株式会社 マルシン百貨店を設立[2]。
  - 3月10日 - 本店開店[9]。
- 1960年（昭和35年）12月15日 - 「マルシン百貨店従業員組合」結成[10]。
- 1981年（昭和56年）4月15日 - オール日本スーパーマーケット協会に加盟[11]。
- 1986年（昭和61年）1月 - 天満屋ストアと業務提携し、人事交流および商品供給を行う[12][13]。
- 1992年（平成4年）3月1日 - 天満屋ストアが発行済株式の90％を取得し社名を「株式会社アイム天満屋」[注 1]と改称し、グループ傘下となる[14][12][13][15]。
- 2003年（平成15年）4月 - 従前の役員らが協力して11年ぶりにマルシンストア（社長・久保昌之）が立ち上げられる[16][注 2]。

## かつて存在した店舗
津山市
- 本店→本店エグゼ - 津山市新魚町47、マルシンストア1号店、1958年（昭和33年）3月10日開店。売場面積270m2→442.2m2。
- 鍛冶町中央店 - 津山市鍛冶町35、2号店、1966年（昭和41年）5月5日開店、1979年（昭和54年）3月31日立地変革による営業不振のため閉店。売場面積587.4m2。
- 山北店 - 津山市山北字尻面406-17、3号店、1967年3月10日開店。売場面積360m2。
- 志戸部店 - 津山市志戸部字榎ヶ市705、4号店、1970年（昭和45年）12月1日開店。売場面積429m2。売場面積280.5m2。
- 院庄店 - 津山市院庄火の口950-3、5号店、1970年（昭和45年）12月15日開店。売場面積330m2→346.5m2。
- 東津山店 - 津山市川崎才の前90-1、6号店、1973年（昭和48年）8月3日開店。売場面積346.5m2。
- 津山口店（初代） - 津山市津山口字往還上163、7号店、1976年（昭和51年）9月1日開店。借家で不法建築のため危険性があり、津山口店（2代目）に新築移転に伴い閉店。売場面積300m2。
- 津山口店（2代目） - 津山市津山口字往還上156-1、1980年（昭和55年）2月26日開店。
- 小原店 - 津山市小原150-4、8号店、1978年3月14日開店、1981年3月8日閉店。住宅地開発が進展せず営業不振のため閉店、1981年4月1日よりマルシン生鮮食品配送センターとして転用。
- 高野店（初代）→高野いちご館 - 津山市高野本郷字新屋敷1417-5、9号店、1978年（昭和53年）5月5日開店。売場面積325m2。
- 高野店（2代目） - 津山市高野本郷1416-1
- 高尾店 - 津山市高尾字懸ヶ内635、10号店、1978年（昭和53年）11月20日開店。売場面積325m2。
- 院庄西店 - 津山市院庄昆沙門1015、13号店、1981年（昭和56年）4月7日開店。売場面積339m2。
- 小田中店 - 津山市小田中1314-5
- 中之町店 - 津山市中之町35、現在は万歩書店中之町店として営業している。

勝田郡勝北町（現・津山市）
- 勝北店 - 勝田郡勝北町新野東1144、12号店、1979年（昭和54年）9月8日開店。売場面積325m2。

勝田郡勝央町
- 勝央店 - 勝田郡勝央町岡245-1
- 勝央いちご館 - 勝田郡勝央町岡518

苫田郡鏡野町
- 鏡野店 - 苫田郡鏡野町寺元字瀬金川原168、11号店、1979年（昭和54年）4月23日開店。売場面積325m2。

真庭郡久世町（現・真庭市）
- 久世店 - 真庭郡久世町久世字河元2286-1
- 久世いちご館 - 真庭郡久世町字河元2288-1

久米郡中央町（現・久米郡美咲町）
- 亀甲店 - 久米郡中央町原田1933-5、亀甲ショッピングセンターの核店舗として藤井商店の跡に入居。その後アイム天満屋、ハピーマートを経て現在は「にぎわい市場三金や亀甲店」として営業。